# आ
Cette page contient des caractères spéciaux ou non latins. S’ils s’affichent mal (▯, ?, etc.), consultez la page d’aide Unicode.
आ, transcrit ā, est une voyelle de l’alphasyllabaire devanagari.

## Utilisation
La voyelle longue आ, ā, est écrite avec un signe diacritique à gauche de la consonne qui la précède, par exemple पा, pā.

Forme isolée.
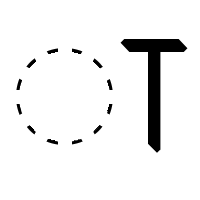
Forme diacritique.

La lettre आ tient son origine dans la lettre 𑀆 de l’écriture brahmi.

## Représentations informatiques
| formes       | représentations | chaînes de caractères | points de code | descriptions                     |
| ------------ | --------------- | --------------------- | -------------- | -------------------------------- |
| indépendante | आ               | आ                     | U+0906         | lettre devanagari ā              |
| dépendante   | ा                | ◌ा                     | U+093E         | diacritique voyelle devanagari ā |

## Sources
- (en) «  Devanagari[0900] », dans The Unicode Standard, version 16.0), 2024 (lire en ligne)
- «  Devanagari[0900] », dans Le Standard Unicode, version 15.1, 2023 (lire en ligne)
- (en) William Bright, « Devanagari », dans The World's Writing Systems, Oxford et New York, Oxford University Press, 1996, xlvi + 920 (ISBN 978-0-19-507993-7, présentation en ligne), p. 384-390
- (en) A. Csoma, « Inscription in the old character on the rocks of Girnar in Gujerat, and Dhaulî in Cuttack », Journal of the Asiatic Society of Bengal, vol. 7,‎ 1838, p. 219-282 (lire en ligne)